# ویلی شفرز
ویلی شفرز (آلمانی: Willi Schaeffers؛ ۲ سپتامبر ۱۸۸۴ – ۱۰ اوت ۱۹۶۲) بازیگر اهل آلمان بود.
از فیلم‌هایی که وی در آن نقش داشته‌است، می‌توان به کیکی و اگر موسیقی نبود اشاره کرد.